# Croatia Open Umag 2017 - Qualificazioni singolare
Le qualificazioni del singolare del Croatia Open Umag 2017 sono state un torneo di tennis preliminare per accedere alla fase finale della manifestazione. I vincitori dell'ultimo turno sono entrati di diritto nel tabellone principale. In caso di ritiro di uno o più giocatori aventi diritto a questi sono subentrati i lucky loser, ossia i giocatori che hanno perso nell'ultimo turno ma che avevano una classifica più alta rispetto agli altri partecipanti che avevano comunque perso nel turno finale.

## Teste di serie
1. Andrey Rublev (ultimo turno, Lucky loser)
2. Kenny de Schepper (qualificato)
3. Marco Trungelliti (qualificato)
4. Stefano Napolitano (ultimo turno)

1. Attila Balázs (qualificato)
2. Miljan Zekić (qualificato)
3. Franko Škugor (ultimo turno)
4. Matteo Donati (ultimo turno)

## Qualificati
1. Attila Balázs
2. Kenny de Schepper

1. Marco Trungelliti
2. Miljan Zekić

### Lucky loser
1. Andrey Rublev

## Tabellone

### Legenda
| - Q = Qualificato - WC = Wild card - LL = Lucky loser | - ALT = Alternate - SE = Special Exempt - PR = Protected Ranking | - w/o = Walkover - r = Ritirato - d = Squalificato |

### Sezione 1
|  | Primo turno | Primo turno          | Primo turno          | Primo turno | Primo turno |  |  | Ultimo turno | Ultimo turno  | Ultimo turno  | Ultimo turno | Ultimo turno |  |
|  |             |                      |                      |             |             |  |  |              |               |               |              |              |  |
|  | 1           | Andrey Rublev        | Andrey Rublev        | 6           | 6           |  |  |              |               |               |              |              |  |
|  |             | Jordi Samper-Montaña | Jordi Samper-Montaña | 2           | 4           |  |  | 1            | Andrey Rublev | Andrey Rublev | 3            | 5            |  |
|  | PR          | Matija Pecotić       | 6                    | 64          | 2           |  |  | 5            | Attila Balázs | Attila Balázs | 6            | 7            |  |
|  | 5           | Attila Balázs        | 3                    | 7           | 6           |  |  |              |               |               |              |              |  |

### Sezione 2
|  | Primo turno | Primo turno       | Primo turno       | Primo turno | Primo turno |  |  | Ultimo turno | Ultimo turno      | Ultimo turno | Ultimo turno | Ultimo turno |  |
|  |             |                   |                   |             |             |  |  |              |                   |              |              |              |  |
|  | 2           | Kenny de Schepper | Kenny de Schepper | 6           | 7           |  |  |              |                   |              |              |              |  |
|  |             | Matteo Viola      | Matteo Viola      | 2           | 5           |  |  | 2            | Kenny de Schepper | 1            | 7            | 7            |  |
|  |             | Nils Langer       | 7                 | 2           | 3           |  |  | 7            | Franko Škugor     | 6            | 62           | 67           |  |
|  | 7           | Franko Škugor     | 6                 | 6           | 6           |  |  |              |                   |              |              |              |  |

### Sezione 3
|  | Primo turno | Primo turno       | Primo turno       | Primo turno | Primo turno |  |  | Ultimo turno | Ultimo turno      | Ultimo turno      | Ultimo turno | Ultimo turno |  |
|  |             |                   |                   |             |             |  |  |              |                   |                   |              |              |  |
|  | 3           | Marco Trungelliti | Marco Trungelliti | 6           | 6           |  |  |              |                   |                   |              |              |  |
|  | WC          | Rocco Savin       | Rocco Savin       | 1           | 1           |  |  | 3            | Marco Trungelliti | Marco Trungelliti | 6            | 6            |  |
|  |             | Walter Trusendi   | 6                 | 4           | 3           |  |  | 8            | Matteo Donati     | Matteo Donati     | 2            | 4            |  |
|  | 8           | Matteo Donati     | 4                 | 6           | 6           |  |  |              |                   |                   |              |              |  |

### Sezione 4
|  | Primo turno | Primo turno        | Primo turno        | Primo turno | Primo turno |  |  | Ultimo turno | Ultimo turno       | Ultimo turno       | Ultimo turno | Ultimo turno |  |
|  |             |                    |                    |             |             |  |  |              |                    |                    |              |              |  |
|  | 4           | Stefano Napolitano | Stefano Napolitano | 6           | 7           |  |  |              |                    |                    |              |              |  |
|  |             | Tomislav Brkić     | Tomislav Brkić     | 3           | 5           |  |  | 4            | Stefano Napolitano | Stefano Napolitano | 3            | 5            |  |
|  | WC          | Nino Serdarušić    | 6                  | 3           | 4           |  |  | 6            | Miljan Zekić       | Miljan Zekić       | 6            | 7            |  |
|  | 6           | Miljan Zekić       | 3                  | 6           | 6           |  |  |              |                    |                    |              |              |  |